# Bonsucesso

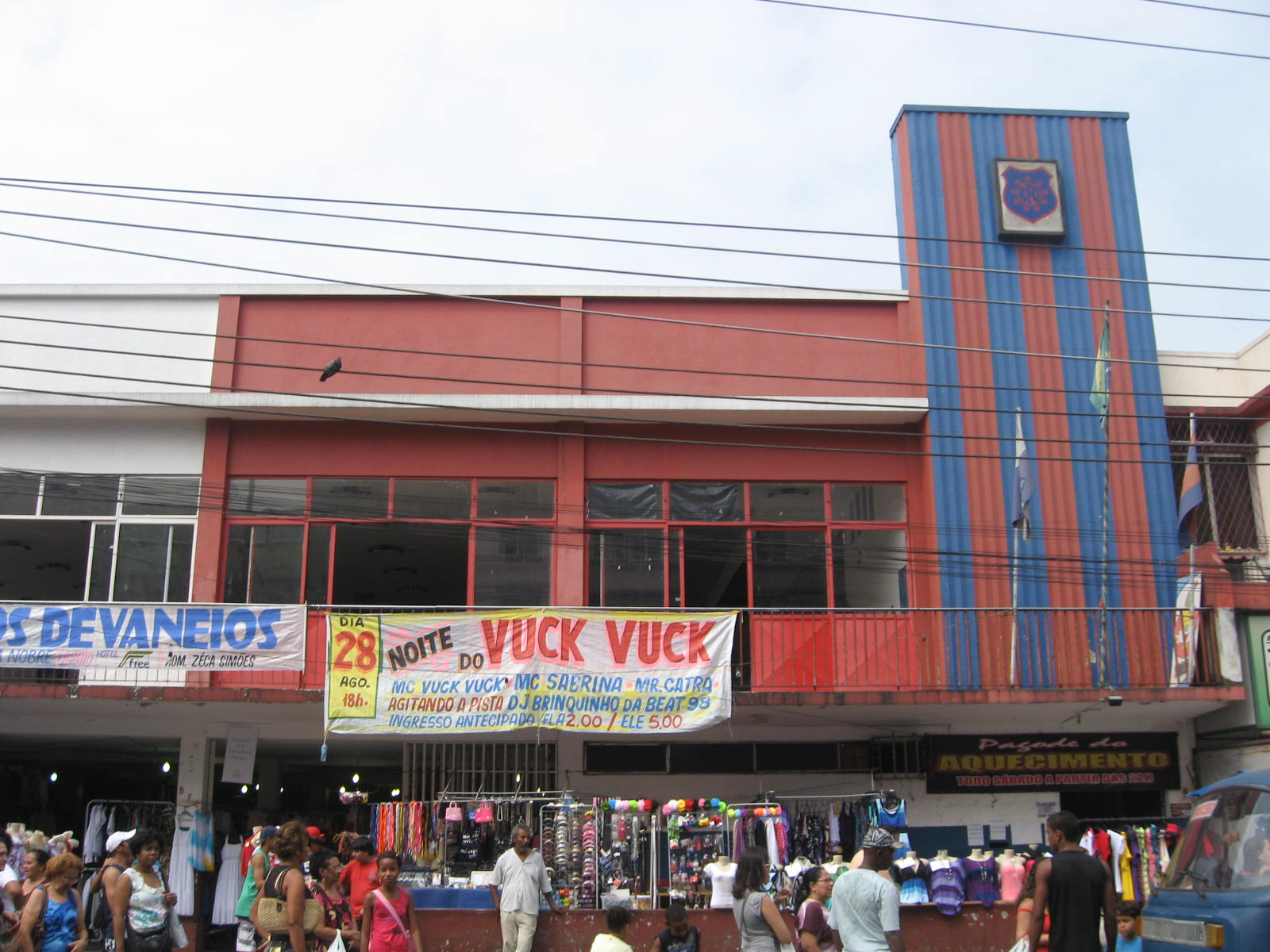
Bonsucesso Futebol Clube - Fundado em 1913

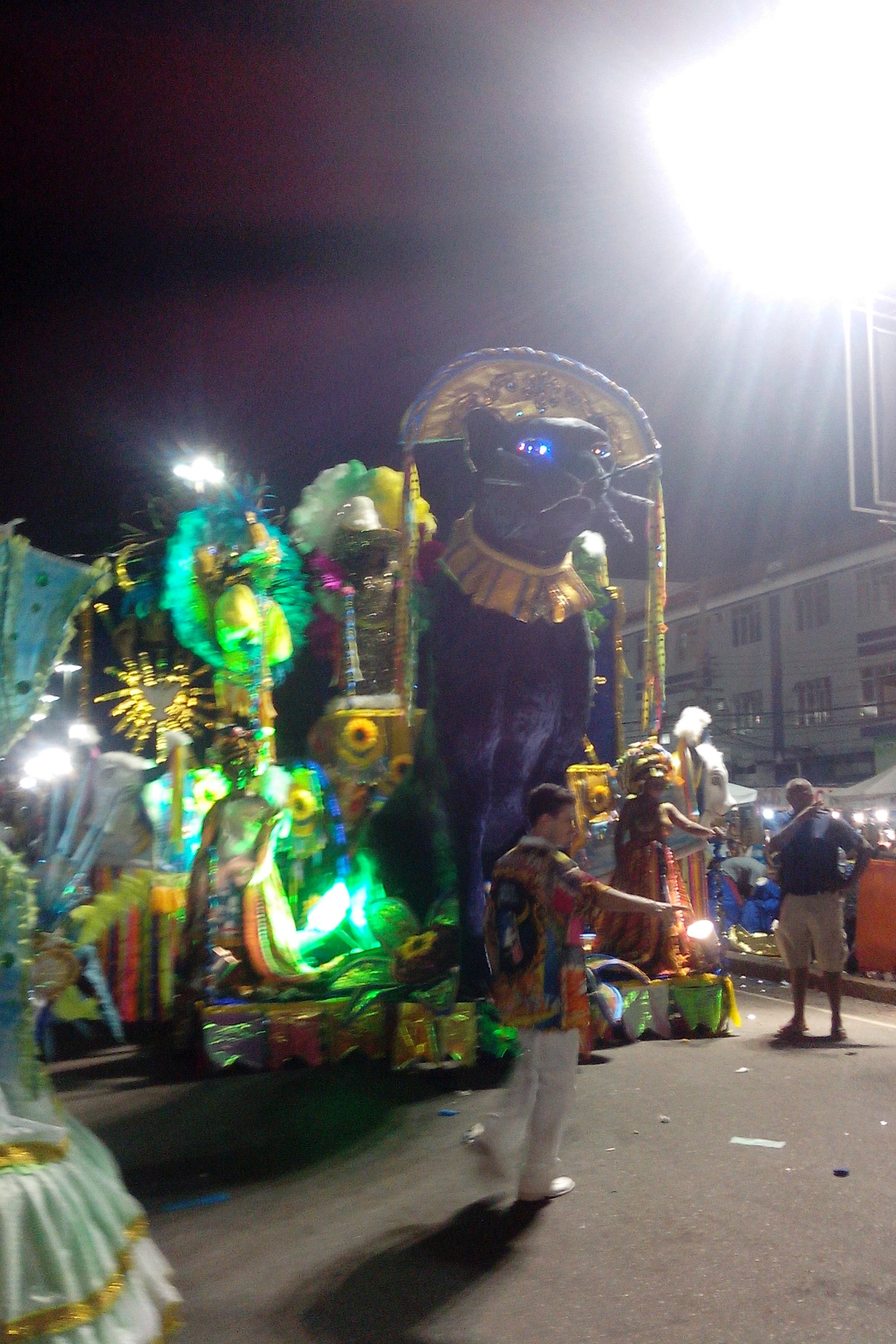
G.R.E.S. Gato de Bonsucesso

Bonsucesso é um bairro da Zona da Leopoldina, na Zona Norte do município do Rio de Janeiro, no Brasil.
Seu IDH, no ano 2003, já era de 0,861, o 40º melhor do município do Rio de Janeiro.
No passado, o bairro constituía-se em um dos principais centros industriais da cidade. Apesar do deslocamento do eixo econômico para outras regiões a partir da década de 1980, possui ainda um número expressivo de comércio e serviços.
No bairro, estão localizados o Estádio Leônidas da Silva, do Bonsucesso Futebol Clube, e a sede do clube, que disputa a Série B do Campeonato Carioca.

## História

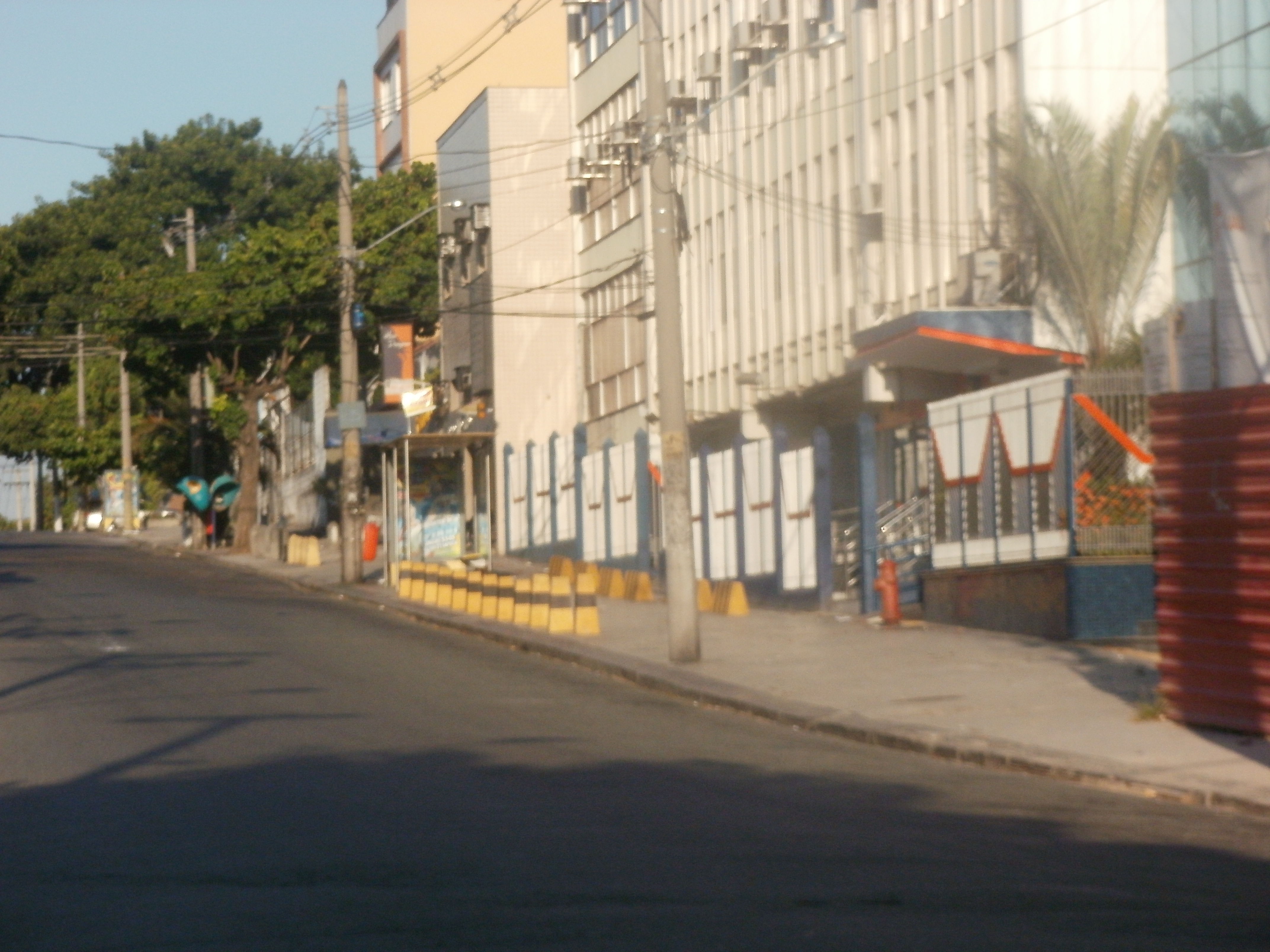
Avenida Paris, no bairro Bonsucesso.

.Bonsucesso é um bairro que se destaca na Zona da Leopoldina. Seus moradores são predominantemente de classe média. A área onde se integra o atual bairro, na época colonial estava compreendida no chamado Engenho da Pedra, cujas terras se estendiam até ao porto de Inhaúma, por onde era escoada a produção agrícola e de açúcar do recôncavo do Rio de Janeiro. Como muitos bairros do Rio, este centro urbano encontra-se próximo a comunidades de baixa-renda, como por exemplo a Maré, um conjunto de dezesseis comunidades que se espalham por cerca de 800 mil metros quadrados, que começa nos morros próximos à Avenida Brasil e vai até a margem da Baía de Guanabara, sendo cortado pela Linha Vermelha e pela Linha Amarela, além do Complexo do Alemão. Ambas as comunidades próximas estão atualmente pacificadas e com UPPs.
Em 1754, a dona das terras do engenho, Cecília Vieira de Bonsucesso, procedeu à reforma da capela de Santo António, que se erguia perto das instalações da moenda de cana-de-açúcar. A propriedade era conhecida, à época, como Engenho da Pedra de Bonsucesso.
Ao final do século XIX, foi erguida uma capela em louvor a Nossa Senhora do Bonsucesso, num terreno no alto da rua Olga, doado por Adriano Rocha Costa (1896). A imagem da santa foi desembarcada no porto e trazida em procissão solene, pelos fiéis, até ao novo santuário.
Por volta de 1914, o engenheiro Guilherme Maxwell, que adquirira as terras do antigo Engenho da Pedra, decidiu loteá-las e urbanizá-las. Sob influência da Primeira Guerra Mundial (1914-1918), que nesse ínterim eclodira, decidiu batizar os logradouros que se abriam, com nomes que homenageassem os países aliados contra a Alemanha: a França, a Inglaterra, a Bélgica, a Itália e os Estados Unidos. Surgiram assim, respectivamente, a Praça das Nações e as avenidas Paris, Londres, Bruxelas, Roma e Nova Iorque.
Posteriormente, um membro da família Frontin, expandiu o bairro, loteando a área além da linha férrea da Leopoldina. Ainda sob influência da Primeira Guerra, abriu as ruas Clemenceau, Marechal Foch e General Galieni. Saint-Hilaire e Alexander Von Humboldt, cientistas que exploraram o interior do Brasil no século XIX, também foram homenageados.

## Economia

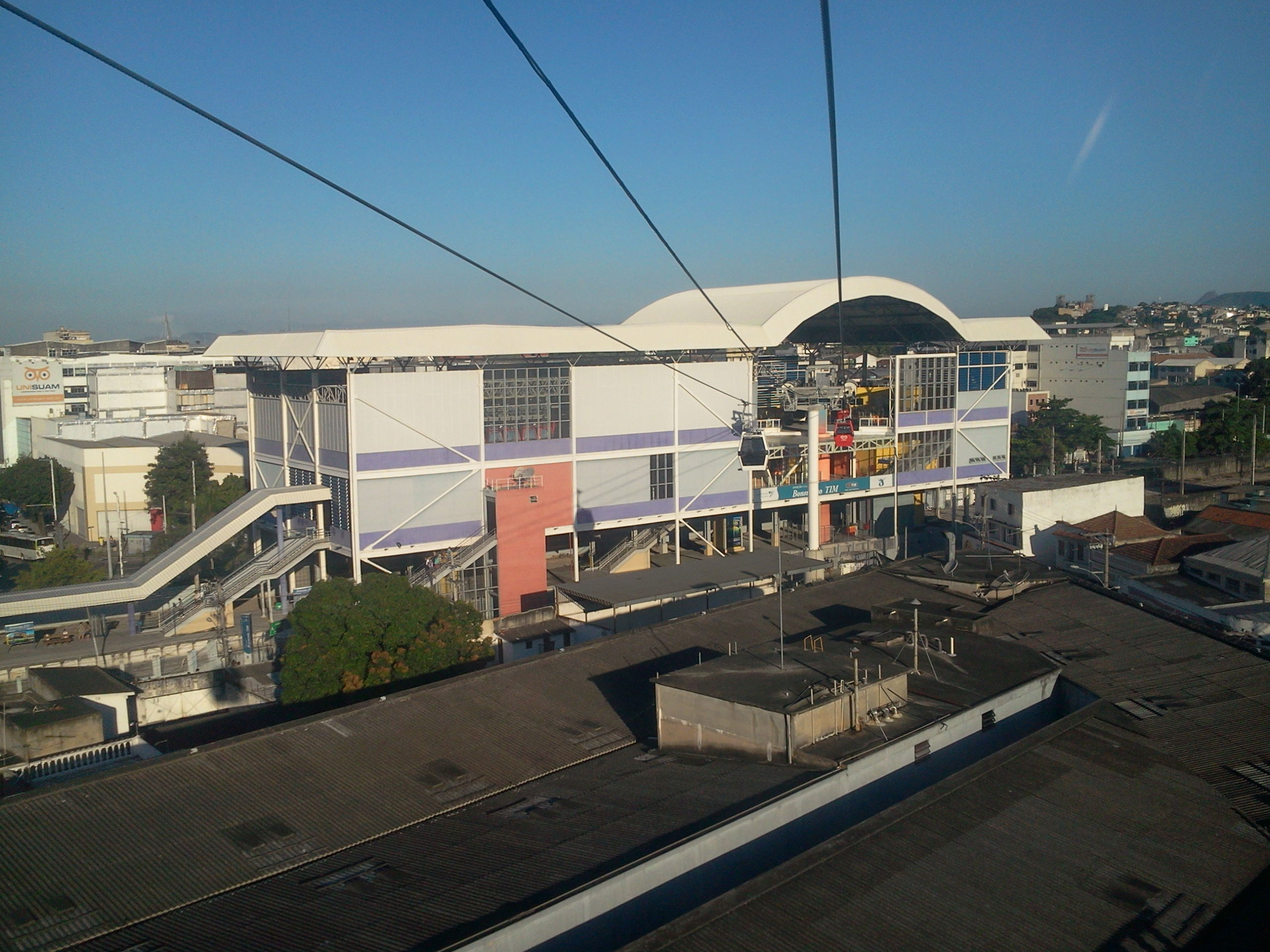
Estação de trem/teleférico da SuperVia em Bonsucesso

Possui dezenas de agências bancárias, casas de empréstimo, redes de lojas como Leader, C&A, Simonella, DiSantinni, Kik, Amigão, Casa & Vídeo, Magal, Summer, entre outras. Existem também restaurantes famosos na Zona Norte como a churrascaria Boisucesso, Chapéu de Couro (típico nordestino) e o Bom na Brasa, além de Fast-foods como o McDonalds, Habbibs, Bob's, Subway, Domino's Pizza e diversas lanchonetes. Os Supermercados Guanabara e Extra, várias Instituições de Ensino Particular. Vale destacar que muitas empresas e grupos prestadores de serviço de Sao Paulo tiveram início neste bairro. 

## Infra-estrutura

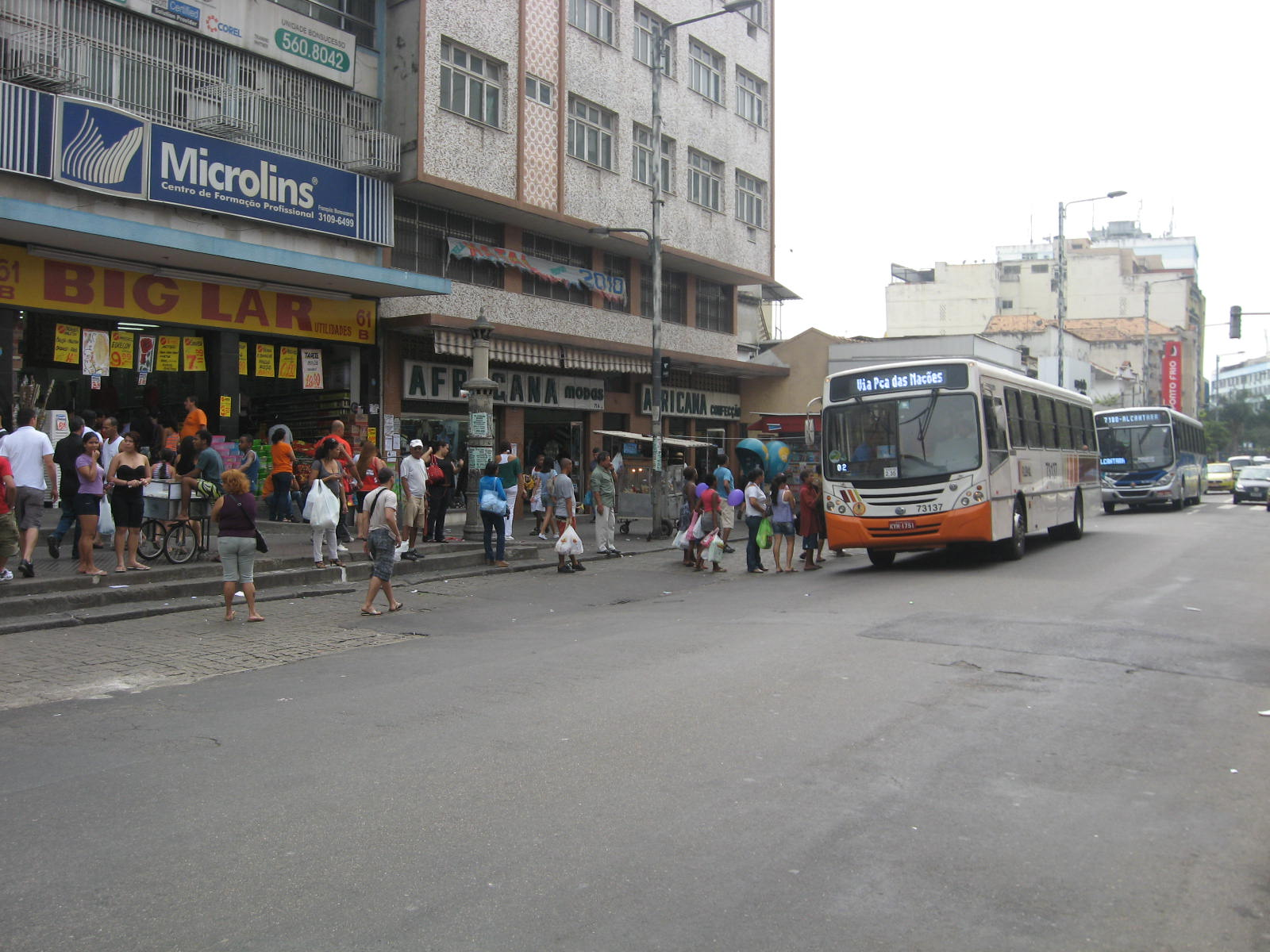
Rua Cardoso de Morais.

Bonsucesso possui 2 instituições de ensino superior distintas o Centro Universitário Augusto Motta (UNISUAM) e a Faculdade Gama e Souza. Possui o maior hospital federal do estado, o HGB (Hospital Geral de Bonsucesso), um hospital particular, e diversas escolas públicas e privadas, e recentemente recebeu grandioso investimento da Rede de Supermercados Vianense, Guanabara e Supermarket,, demonstrando o vigor do bairro rumo ao crescimento econômico.

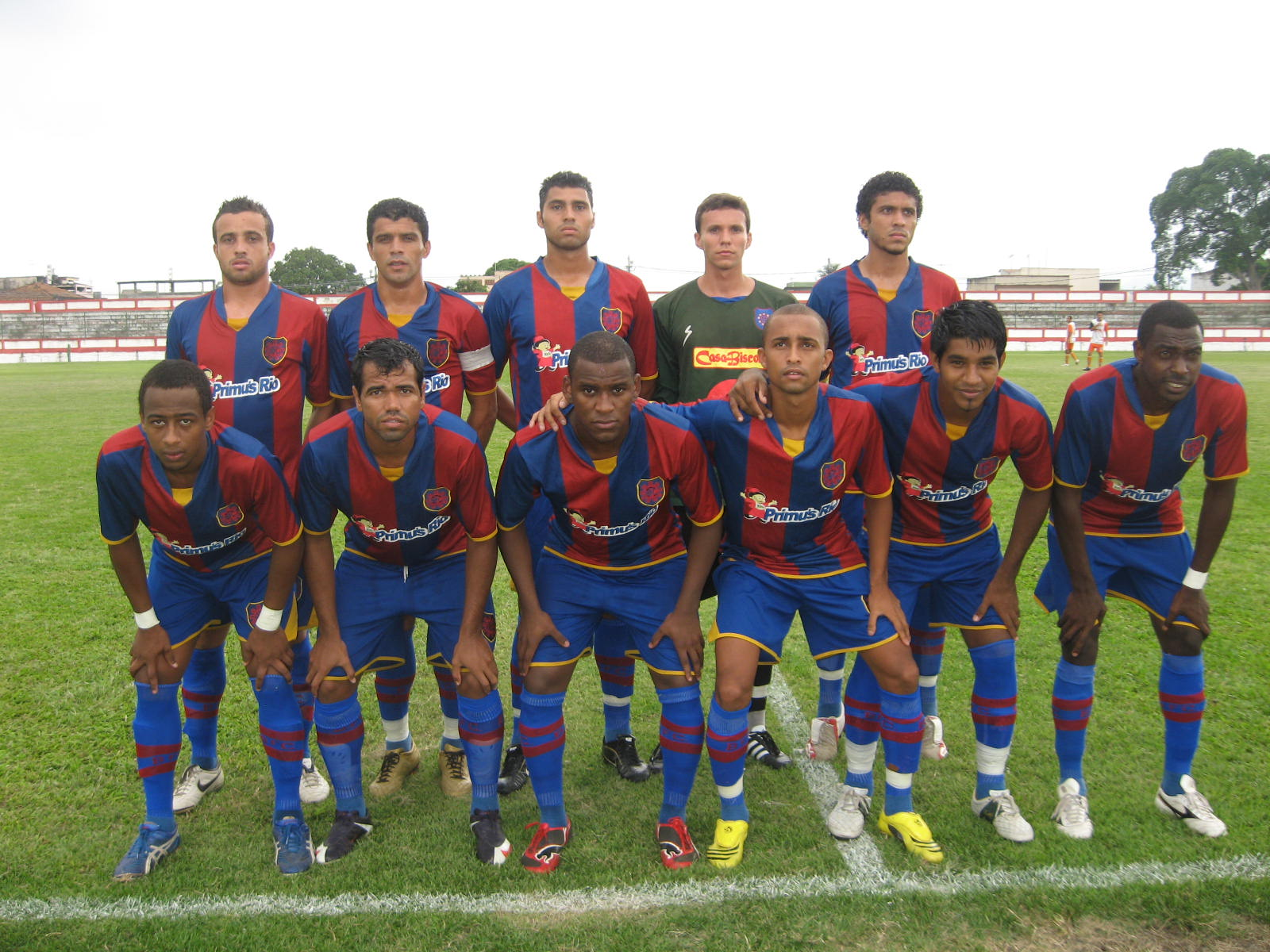
Elenco do Bonsucesso F.C em 2009

Outro ponto bastante peculiar do bairro é a praça Augusto Motta, onde os idosos se reunem diariamente para o carteado e onde se encontra uma bela imagem de Nossa Senhora Aparecida e a surpreendente concentração de veículos e estacionamentos (possui inclusive edifício-garagem).
O bairro possui uma geografia de ruas bem dispostas e planejadas no lado da Praça das Nações, sendo suas principais vias a rua Cardoso de Morais e a Avenida Teixeira de Castro. Do outro lado da estação de trem, destaca-se a estreita via principal de mão dupla, a Rua Uranos. É servido por dezenas de linhas de ônibus e por uma estação de trem, antes pertencente à Estrada de Ferro Leopoldina, e hoje administrada pela Supervia. Na Cardoso de Morais também possui uma estação de BRT. A estação de trem é pouco usada pelos moradores. Devido a má condição atual dos trens, muitos preferem o trânsito dos ônibus e o conforto "inseguro" das vans. O bairro receberá a construção de um viaduto que será executado paralelo à Linha Amarela, para desafogar o trânsito e permitir nova passagem sobre a linha férrea.

## Cultura

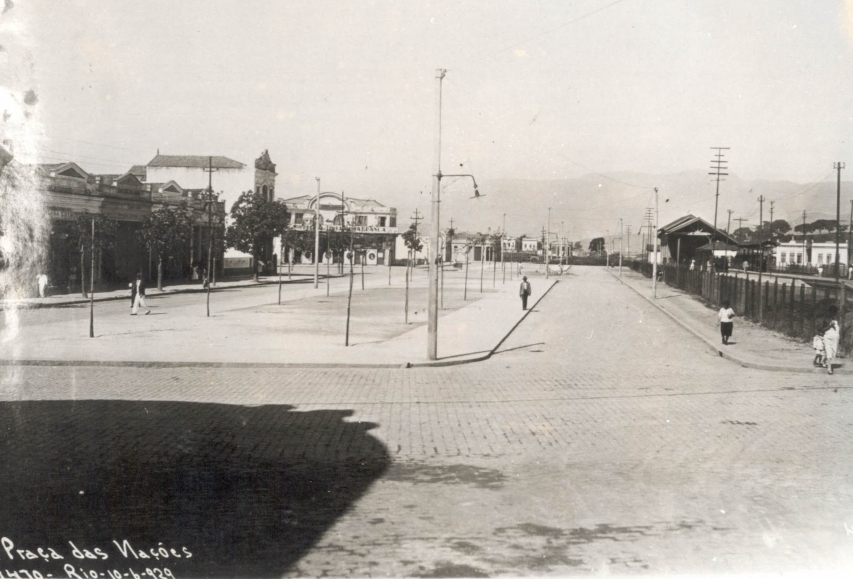
Praça das Nações e o Cine Paraíso, no centro do bairro de Bonsucesso, no ano de 1929.

Bonsucesso é um dos únicos bairros da cidade onde uma Igreja Católica está em franca construção: a paróquia de São Tomé Apóstolo, na Av. Nova Iorque, 348, a terceira do país. Além desta possui as paróquias de Nossa Senhora de Bonsucesso e Nossa Senhora de Bonsucesso de Inhaúma (apesar de ser em Bonsucesso mesmo, leva este nome) e a Paróquia de Santa Luzia. Na Av. Guilherme Maxwell está sediada a Primeira Igreja Batista em Bonsucesso, fundada em 1916 pelo pr. João Fulgêncio Soren e considerada pela Convenção Batista Brasileira (CBB) como uma das igrejas batistas mais antigas do Brasil.
A primeira sala de cinema de Bonsucesso foi o Cine Paraíso. Inaugurado em 1928, fechou sua portas na década de 70. Hoje integra o prédio da Universidade UNISUAM. A última sala de cinema de Bonsucesso a fechar foi o Cine Mello. Fechou suas portas em 1980, para dar lugar ao supermercado Sendas. O bairro encontrava-se sem salas por cerca de 25 anos em 2004, quando surgiu o Microcine Bonsucesso, a única opção de exibição de filmes, inclusive dos bairros vizinhos, Olaria, Ramos, Higienópolis e Manguinhos. O Microcine Bonsucesso funciona no prédio do Instituto Cultural Cinema Brasil-ICCB, na Avenida Teixeira de Castro, e é dedicado a filmes brasileiros de todas as épocas. na Avenida Teixeira de Castro está localizado também o tradicional  Bonsucesso Futebol Clube
Na Rua Cardoso de Morais, acontecia o desfile do Grupo 3 dos blocos, que anteriormente tinha escolas de samba desfilando no carnaval.